# シスマ
シスマ（ラテン語: Schisma、ドイツ語も同じ綴り）とは、「分裂」を意味する語で、特に宗教史における「宗教団体の分裂」を指す。
日本語文献では、キリスト教について使われることがほとんどであるが、元来はキリスト教に限定されるものではない。

## 由来
古典ギリシア語で、（布などを）引き裂くこと、あるいは、その裂け目を意味する"σχίζω（スヒゾー、スキゾー）"に由来する。
ラテン語の発音からスキスマと表記されることもある。
シスマは、ドイツ語の発音に由来する。
また、離教（りきょう）、教会分裂（きょうかいぶんれつ）とも訳される。

## 異端との違い
異端が、教義を巡る対立を理由として多数派が少数派を切り捨てるものであるのに対し、シスマは教義とは無関係に、教団組織のトップ（カトリック教会の場合はローマ教皇）の個人的な資質や適格・地位などに異議を有する一派がその権威を否定して、その組織の下で信仰を続けることを拒絶し、自ら離脱するという違いがある。
但しこの場合、離脱した側は主観的には自らが「離脱した」とは捉えず、「我々こそが正統」と意識する場合が殆どである。また客観的にも、分裂した両者のいずれが「正統」であるかは判別し難い場合が多い。
異端とシスマは、概念上は上記のように区別されるが、現実には双方の要素を含む場合も多く、区別が困難な場合もある。そして、両者はしばしば混同されてきた。

## キリスト教
キリスト教においては、その歴史上、何度もシスマを繰り返してきた。
特にカトリック教会の場合、離脱した一派は、独自の教皇を立てることも多く、過去40人以上の対立教皇が誕生した。

## 大シスマ
社会的影響が特に大きかった次の2つのシスマは、「大シスマ」とも呼ばれる。
- 東西教会の分裂 - 1054年に決定的となったとされる、正教会とカトリック教会（西方教会）の分離。
- 教会大分裂 - 1378年から1417年まで、カトリック教会において、ローマとアヴィニョン、さらにはピサでもローマ教皇が並立した事件。